# 히가시오가키역
히가시오가키역(일본어: 東大垣駅)은 일본 기후현 오가키시에 위치한 다루미 철도 다루미 선의 철도역이다. 섬식 승강장 1면 2선의 구조를 갖춘 지상역이다.

## 역 주변
- 국도 제21호선

## 역사
- 1956년 3월 20일 : 국철 다루미 선 오가키 - 다니구미구치 간 개통과 동시에 개업. 여객 · 화물 취급 개시.
- 1964년 8월 20일 : 화물 취급 폐지.
- 1984년 10월 6일 : 다루미 선의 다루미 철도로의 전환에 의해, 다루미 철도의 역이 됨.
- 1988년 11월 11일 : 무인화.

## 인접 역
| 다루미 철도 다루미 선 | 다루미 철도 다루미 선 | 다루미 철도 다루미 선 |
| --------------------- | --------------------- | --------------------- |
| 오가키 오가키 방면    | ■ 다루미 선           | 요코야 다루미 방면    |